# Phyllocnistis ramulicola
Phyllocnistis ramulicola é uma espécie de insetos lepidópteros, mais especificamente de traças, pertencente à família Gracillariidae.
A autoridade científica da espécie é Langmaid & Corley, tendo sido descrita no ano de 2007.
Trata-se de uma espécie presente no território português.